# Obeng Regan
Obeng Regan (Kumasi, 15 augustus 1994) is een Ghanees voetballer die bij voorkeur als defensieve middenvelder speelt. Hij speelt sinds 2012 bij het Servische FK Napredak, dat uitkomt in de Servische Superliga.

## Clubcarrière
Regan genoot zijn jeugdopleiding in de Ghanese jeugdacademie van Feyenoord, Feyenoord Fetteh. In 2010 trok hij naar Asante Kotoko. Daarna trok hij naar Servië waar hij één jaar school liep in Čačak en meetrainde bij FK Borac Čačak en FK Sloboda Čačak. In 2012 versierde hij een contract bij FK Napredak, waar hij op 25 augustus 2012 debuteerde in de Prva Liga tegen OFK Mladenovac. Op 1 december 2012 scoorde hij zijn eerste doelpunt voor FK Napredak tegen FK Voždovac. Tijdens zijn eerste seizoen werd hij meteen kampioen met de club, waardoor hij in 2013 met FK Napredak promoveerde naar de Superliga.

## Carrièrestatistieken
| Seizoen                     | Club        | Land   | Competitie | Wed. | Goals |
| --------------------------- | ----------- | ------ | ---------- | ---- | ----- |
| 2012/13                     | FK Napredak | Servië | Prva Liga  | 21   | 1     |
| 2013/14                     | FK Napredak | Servië | Superliga  | 24   | 1     |
| Totaal                      | Totaal      | Totaal | Totaal     | 45   | 2     |
| Bijgewerkt tot 27 juni 2014 |             |        |            |      |       |